# 注意力經濟

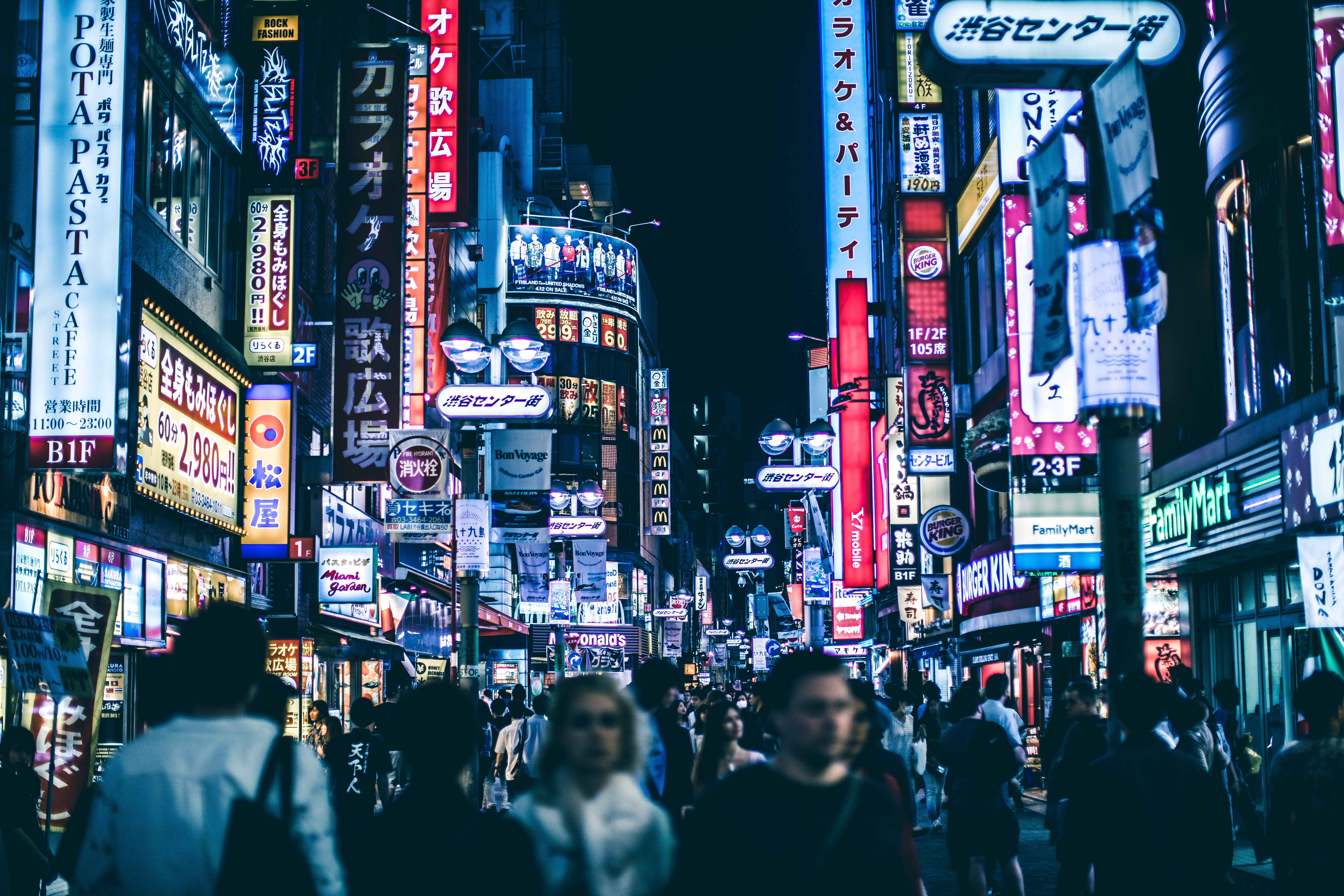
街頭的大量廣告牌，每間商舖都希望消費者留意自己的廣告。

注意力经济（英語：attention economy）是一种管理信息的方法，它将人类的注意力作为一种稀缺的资源，并运用经济学理论解决各种各样的信息管理问题。马修·克劳福德（Matthew Crawford）认为，“注意力是一种资源——且每个人都是有限的”。既然人类注意力有限，就能形成经济学中的一种有限资源与无限欲望的对价关系。
诺贝尔奖获得者赫伯特·西蒙（司马贺）曾经对当今经济发展的趋势进行过预测，他当时指出：“在如今这种信息高速发展的时代中，注意力的价值将会超过信息。”
在托马斯· H·达文波特和J.C贝克所著的《注意力经济》（The Attention Economy: Understanding the New Currency of Business）中，注意力经济的解释为：注意力是一种精神上的参与，并且专注于在一些特定的事物信息。而这些事物进入到我的意识里，当我们再次注意到这类特定的物体时，我们才会决定是否采取对策。
随着内容逐渐的丰富以及快速的传播，信息消费中注意力变成了一个有限制性的因素。在数字的时代，人类的注意力重要的一点是它能让大脑从海量的信息中筛选最重要的信息。这样的例子有：
- 通过创建筛选器，确保第一个浏览内容的阅读者与内容是相关的[4]。
- 注意力为基础的广告计划，它可以说是用来测量某种“搏眼球”的内容被浏览的次数[5]。

援引各种经济学理论，探讨各种信息管理的问题，常用于企业管理、营销、广告、传播、公关等领域，智能手机的出现使全球进入移动互联网时代，加上社交网络的工具进化，注意力经济学正在全面渗透到教育领域，对当代学生的学习产生巨大干扰和影响。

## 理论
大量不同领域的研究，包括心理学、认知科学、神经科学和经济学，认为人类在任何给定时间内的认知资源都是有限的，分配给一个任务的资源多了，分给其他的自然就受限。考虑到注意力是一个认知过程，涉及将资源选择性地分配在给定的信息项上，排除其他可感知的信息，注意力可以视作有限的处理资源。

### 历史
1971年，心理学家兼经济学家赫伯特·西蒙（司马贺，Herbert A. Simon）首次在理论上提出注意力经济，指出信息丰富的社会中注意力的稀缺性，他写道：
在信息丰富的世界里，信息的丰富意味其他东西的匮乏：信息消费掉的东西的稀缺。信息消费掉什么是显而易见的：它消费了信息接受者的注意力。因此，大量的信息造成了人们的注意力的贫乏，因此需要在过量的消耗注意力的信息来源中高效地分配注意力。(Simon 1971，第40–41頁)
他指出，许多信息系统的设计师错误地将他们的设计问题描述为信息匮乏，而不是注意力匮乏，结果，尽管真正需要的是过滤不重要或无关信息的系统，但他们构建的系统却反而擅长向人们提供越来越多的信息(Simon 1971)。
西蒙对作为经济问题的資訊超載问题的描述，在1990年代中期以来的信息消费分析中变得越来越普及。此后，托马斯· H·达文波特和迈克尔·戈德海伯（Michael H. Goldhaber）等作者采用了诸如“注意力经济”（attention economy）或“注意力经济学”（economics of attention）的词语。
一些作者，例如迈克尔·戈德海伯（Michael H. Goldhaber）和弗兰克（Franck），都大胆地推测“注意力交易”将会取代金融交易，并且逐渐成为我们经济系统中最关键的一部分。而信息系统的研究人员也开始逐渐采纳这个观点，并开始研究基于注意力的产权的机制设计。

## 无形资产
数字文化领域专家凯文·凯利（Kevin Kelly）认为，现代注意力经济中，产品的再生产成本越来越逼近零，而产品供应商面临的问题在于增加了有价值的无形资产，这些无形资产是无法用金钱来再生产的。他认为，这些无形资产有以下几种：：
1. 及时性 - 优先访问，即时交付
2. 个性化 - 专属量身定制
3. 说明 - 支持和引导
4. 可靠性 - 怎样确定其真实性？
5. 可及性 - 任何时间，任何地点都能获取
6. 事物具体化 - 书籍，现场音乐
7. 赞助 - “只因为感觉不错而付费”
8. 可检索性 - “当有成千上万本图书、成千上万首歌曲、成千上万部电影、成千上万个应用程序、成千上万件想吸引我们注意力的东西——而且大多数都免费时——能被找到才是有价值的。”

## “注意力经济”对网络营销的影响
网络营销是一种新的营销方式，其有异与其他的传统营销方式，是因为它是以互联网作为主要渠道对商品进行各种的商务营销活动，例如宣传、销售和服务。网络营销给市场营销带来了新的生机，它打破了传统营销模式里面一些固有的概念、模式、方法以及营销环境。和传统营销相比，网络营销有着得天独厚的优势，例如信息传播快，传播广能够快速与全球的客户实现良好的沟通与互动，同时网络营销成本低于传统营销等。
在当今这种信息爆炸、产品多样化的网络经济和信息时代中，网络营销的成败则在于是否能够抓住消费者的注意力这种稀缺的商业资源。注意力经济对于网络营销有着一定的影响，可以从下面三个方面来解释：
1. 产品的质量与服务的质量是网络营销重要的一部分，而信息资产的累计则是网络营销不可缺少的另一部分。在当今这种互联网经济中，好的产品以及好的服务质量是网络营销成功最基础。因为这样能够和消费者建立一种长期的信任关系，而良好的产品忠诚度基于这种信任关系是厂商长期经济收益的重要保证。但是，在网络信息时代，互联网经济中有大量的干扰信息。换句话说，即时能够提供良好质量的产品以及优秀的产品服务，如果不能从海量的信息中“站”出来，即不能够引起足够的注意力，那么依然不能给厂商产生期望的经济回报。
信息资产（information equity）的定义很广泛，其主要指一些无形资产，如品牌的客户心灵占有率（Share of Heart）等。在互联网经济中，过量的信息已经给用户造成了无所适从的感觉，因此客户对于品牌的选择和依赖能够有效的规避一些噪音风险带来的不确定性。消费者认为，品牌是厂商通过大量的投资来说服消费者相信自己的产品和服务的产物，而那些老而久的品牌也正是因为它们对自身严格的要求而才形成的 。所以，消费者认为著名的品牌是产品和服务的代名词，而选择品牌产品即能获得想要的保证。信息资产另外一个很重要的组成部分，即心灵占有率，它是厂商一种能够随时兑现的无形资产，对于消费者来说是一种潜在的预期消费，也是能够让厂商规避噪音风险的良方之一。　
2. 网络营销在推行个性化数据库营销的目标下，需要对目标市场建立完整的信息库。有调研究数据发现，目前国际的互联网用户其平均年龄在35岁，且大多数用户的学历水平高于大专以上，而高中一下的学历仅仅占了3%，并且这些互联网用户都是高收入人群。这类人群的特征很明显：他们不仅有强烈地消费欲望，同时购买力也十分强烈，他们对于时尚的个性化追求是不容小觑的特征，此外这类人群还有强烈的冒险探索精神。所以，当下的网络营销需要对这类消费群体进行详细的目标市场分析，对于他们定制既有个性化的产品与服务，同时需要建立好客户信息库，进而根据数据库的信息进行精准的营销 。例如，厂商可以通过一定的渠道获取客户详细的个人资料如性别、生日、爱好、收入等，厂商可以根据这些个人资料建立自身的信息数据库。进行数据分析后，可以根据不同客户的特征以及需求提供个性化的产品与服务。
3. 网络营销中最重要的一部分就是实现与客户信息的双向沟通，从而提供附加服务。借助网络的优势，网络营销可以实现：
- 信息的流动性
- 信息的开放性
- 信息的互动性

进而实现双向的客户信息的交流，最终赢得消费者的认同与注意。每个客户的需求不同而都具有各自的特点在当今的网络经济中，同时他们能够获取大量的资料对将要购买的物品，并且进行大量地分析。此外，他们对于产品本身也有更多的要求以及标准。对于网络营销来说，通过运用网络与多媒体技术和交互的功能，能够一定程度上增加客户参与到产品的决策中，比如说对于产品的包装的制定。这样一来，客户的参与度对于产品的销售来说也带来了前所未有的好处，使得产品在市场上的机会也就越多 [required]。此外，除了交互功能，网络营销更应该注重其增值服务的重要性，比如信息的检索、归类、整理等，这样才能够对客户产生足够的吸引力。

## 应用领域

### 广告领域
“注意力经济”将潜在消费者的注意力视为一种资源。。传统的媒体广告人遵循一个模式，其认为消费者会经历一个称作AIDA的线性过程，即注意（Attention）、关心（Interest）、欲求（Desire）和行动（Action）。因此，在将非消费者转化为消费者的过程中，“注意”是重要的阶段，也是第一个阶段。由于向消费者传递广告的成本很低，所以传送给消费者的广告（例如通过线上广告）已经超过了消费者能够接受的广告数，消费者的注意力因此成为了需要分配的稀缺资源。同样地，信息的超级流动性可能阻碍一个人的决策，只要提供的信息比理解消化的多，消费者就会反复检索并比较产品。
广告客户制作吸引眼球的内容，未经同意就将其呈现给消费者，而消费者却不能为此获得补偿，因此有人批评之为“注意力盗窃”。

### 控制信息泛滥
应用程序将各种形式的信息（如垃圾邮件、广告）作为一种污染或“负外部性”。在经济学中，外部性是生产过程中的一种“副产品”，它对预期消费者以外的人产生正面（正外部性）或负面（负外部性）的影响，而受益或受害的人并未为此付费或得到补偿。例如，空气污染和水污染是对社会和环境造成负担的负外部性。
罗纳德·科斯（Ronald Coase）在《社会成本问题》（1960）中概述了一种以市场为基础来控制外部性的方法。其思路基于自联邦通信委员会的文献（1959），文献中科斯认为无线电频率干扰是一种负外部性，它可以通过确定产权得到控制。
科斯的方法用来管理外部性需要对产权有详尽的规范，对权利的初始分配有一套完整的规则。一旦这一目标实现了，市场机制在理论上能够管理外部性的问题。

#### 垃圾邮件
垃圾邮件发送者只需要花费很少就能够发送大量的电子邮件，而这些邮件的成本能够分散到互联网服务供应商（以及那些必须花费精力处理这些邮件的收件人）身上。因此，尽可能多发送垃圾邮件是其理性的选择：即使只有0.001%的收件人转化为真正的客户，垃圾邮件营销也能够盈利。当然，很难得知如何向其收费，因为这些业务都是通过代理服务器运行的。然而，有理由得出结论认为，如果他们没有盈利，他们就不会发送垃圾邮件。垃圾邮件发送者要求潜在客户给予有价值的关注，但他们利用了当前的电子邮件系统的架构，免于为这种关注付出合理的价钱。
其中一种方法是推行“挂号电子邮件”，发送者必须在发送时附带一个金融债券，若很多收件人将其报告为垃圾邮件，债券就会被罚没。
这些权利的成本可能根据中断者的不同而不同。例如，CEO中断的权利在《财富》500强的公司中可能会非常昂贵，但是在中学生中可能会非常低。这些成本也可以隨着不同的情况而不同，可能在繁忙的假期中成本会上升，而在夏季最炎热的那几天而下降。被中断的人可能会拒绝从朋友、家人和其他受欢迎的打扰者那儿收取费用。
“打扰权”（interrupt rights）是与之密切相关理念，指的是用小额金钱购买获得人们的注意力的权利。这些权利的价钱可能因打扰的人而不同：一家《财富》500强公司的首席执行官（CEO）的打扰权可能非常昂贵，而一名高中生的打断权可能较便宜。打扰成本也可能因环境而异，例如可能在繁忙的假期上升，在三伏天下降。
这方面的另一个想法是创设“注意力债券”，即在发送时将小额保证金投入履約保證，保证传送的信息不会浪费收件人的时间。和“打扰权”类似，接收人可以兑现债券以向发送方发出信号，表明这条消息是浪费时间，或者选择不兑现债券，以表示欢迎更多同类消息。
注意力市场的支持者为了控制垃圾邮件，他们提出了他们的解决方案在管理使用这些信息时是优于其他的替代方案的，但是在这些信息是否是污染信息上并没有达成统一的共识。例如，使用邮件或者短信来支持政治支持或者非赢利性慈善组织，可能被一些用户认为是垃圾邮件，但也有用户认为其是合法使用。法律对于垃圾邮件的界定的权利是在政府的手上，但像反垃圾邮件技术，这样的解决方案就将权利赋予了私人公司。而另一方面，一市场为基础的解决方案，允许个人就某一信息的价值可以进行单独谈判，而不是通过控制单方面的决定。这样的谈判本身消耗了注意力，并且还伴随着注意力成本。

#### 网站垃圾
随着搜索引擎成为网络上最主要的寻找和访问信息的方式，由于搜索引擎能够集中搜索者的注意力，在某些查询结果中得到高排名已经成为有价值的商品。与其他的信息系统一样，网络搜索也很容易收到污染：“因为网络环境中包含了寻求利润的投机者，以及进化以对抗搜索引擎算法的注意力获取策略”。据估算，成功开发这种“网站垃圾”的策略，每年可能带来45亿美金的业务（Singhal 2004,p.16）。
由于大多数主要的搜索引擎都依赖于PageRank（指向一个网站的超链接数的递归计算）的方式去决定搜索的结果排名，因而在创建和交易超链接中已经出现了灰色市场。这个市场的参与者们从事各种各样的垃圾索引、链接农场，以及互惠链接。
然而，反对者nofollow指出，虽然这个解决方案可能使它更加容易被搜索引擎探测到垃圾链接，但是它并没有明显改变垃圾邮件链接除百分之百现有的系统能够升级去支持这一标准：只要有一些垃圾的网站存在，垃圾链接就将继续存在。以及nofollow的特性对链接农场或互惠链接没有没有作用。同时还有一个哲学的问题，就是网站评论员（它是网站的反对者）是否应该被视为“二等公民”，这将导致“对评论人士的关注”赢得更多的关注度（NoNoFollow.net 2005）。
另外一个类似于上面讨论的问题，即是否应该将政治活动相关的邮件视为垃圾邮件，同时也是如何处理政治动机的外链建设或者是Google轟炸。现有的主要搜索引擎都没有把这些视为垃圾邮件，然而这是有这些私人企业单方面做的决定。在超链接在吸引注意力中的恰当使用，现在并没有机会和这些企业进行实现协商。它还是在一个以市场为基础的方法，它可能提供更多灵活处理方式在这种灰色地带，但是这个还是需要时间来验证的。

#### 销售引导生产
付费包含（竞价排名）模式，以及更普遍的网络广告例如Yahoo! Publisher Network和Google AdSense，这些都是将消费者的注意力作为搜索引擎（付费包含的情况）的属性，或者是发布者（网络广告的情况）的属性。这与将个人注意力作为用户自己的财产的反垃圾邮件中对财产权利的运用方式不同。